# Джёмерт, Эрай
Эрай Эрвин Джёмерт (тур. Eray Ervin Cömert; 4 февраля 1998, Базель, Швейцария) — швейцарский футболист, защитник клуба «Валенсия» и сборной Швейцарии. Выступает на правах аренды за клуб «Реал Вальядолид».

## Клубная карьера
Начинал заниматься в своём родном городе, в команде «Конкордия», позже, в 11 лет, его пригласили в систему главного клуба — «Базеля». 7 мая 2016 года Эрай дебютировал в швейцарской Суперлиги в поединке против «Цюриха», который закончился победой со счётом 3-2. Джёмерт появился в стартовом составе.
Всего за сезон провёл пять матчей и вместе с остальными игроками «Базеля» добыл для клуба 19-е чемпионство в истории.
8 марта 2017 года «Базель» объявил, что они отдают Джёмерта в аренду в «Лугано» до конца сезона 2016/17, чтобы он мог получить игровой опыт в первой команде. Он сыграл 12 матчей за «Лугано» и помог клубу избежать вылета. 7 июля 2017 года клуб «Базель» вновь отдаёт футболиста в аренду в «Сьон».
Под руководством тренера Марселя Коллера «Базель» выиграл Кубок Швейцарии в сезоне 2018/19. Джёмерт сыграл в двух кубковых матчах за клуб.

## Карьера в сборной
С 15 лет вызывается в различные юношеские сборные Швейцарии. 18 ноября 2019 года он дебютировал за основную сборную Швейцарии в отборочном матче Евро-2020 против Гибралтара. Он вышел на замену вместо Мануэля Аканджи на 65-й минуте.

## Достижения
«Базель»
- Чемпион Швейцарии: 2015/16